# Prins Gong
Yixin, även känd under sin titel Prins Gong född 11 januari 1833 i Peking, Kina, död 29 maj 1898 i Peking, var en manchuisk prins och statsman under den sena Qingdynastin.
Yixin var halvbror till Xianfeng-kejsaren och framträdde först som diplomat under det andra opiumkriget mot
England och Frankrike, då han fick i uppdrag att underteckna Pekingkonventionerna, vilka satte stopp för fientligheterna. 1861 blev han minister för utrikesärenden.
Efter Xianfengs död samma år blev han efter en statskupp tillsammans med de två änkekejsarinnorna den egentlige regenten under sin brorson Tongzhi-kejsarens omyndighetstid. 1894 blev Yixin chef för utrikesministeriet Zongli yamen.